# Indian National Trade Union Congress

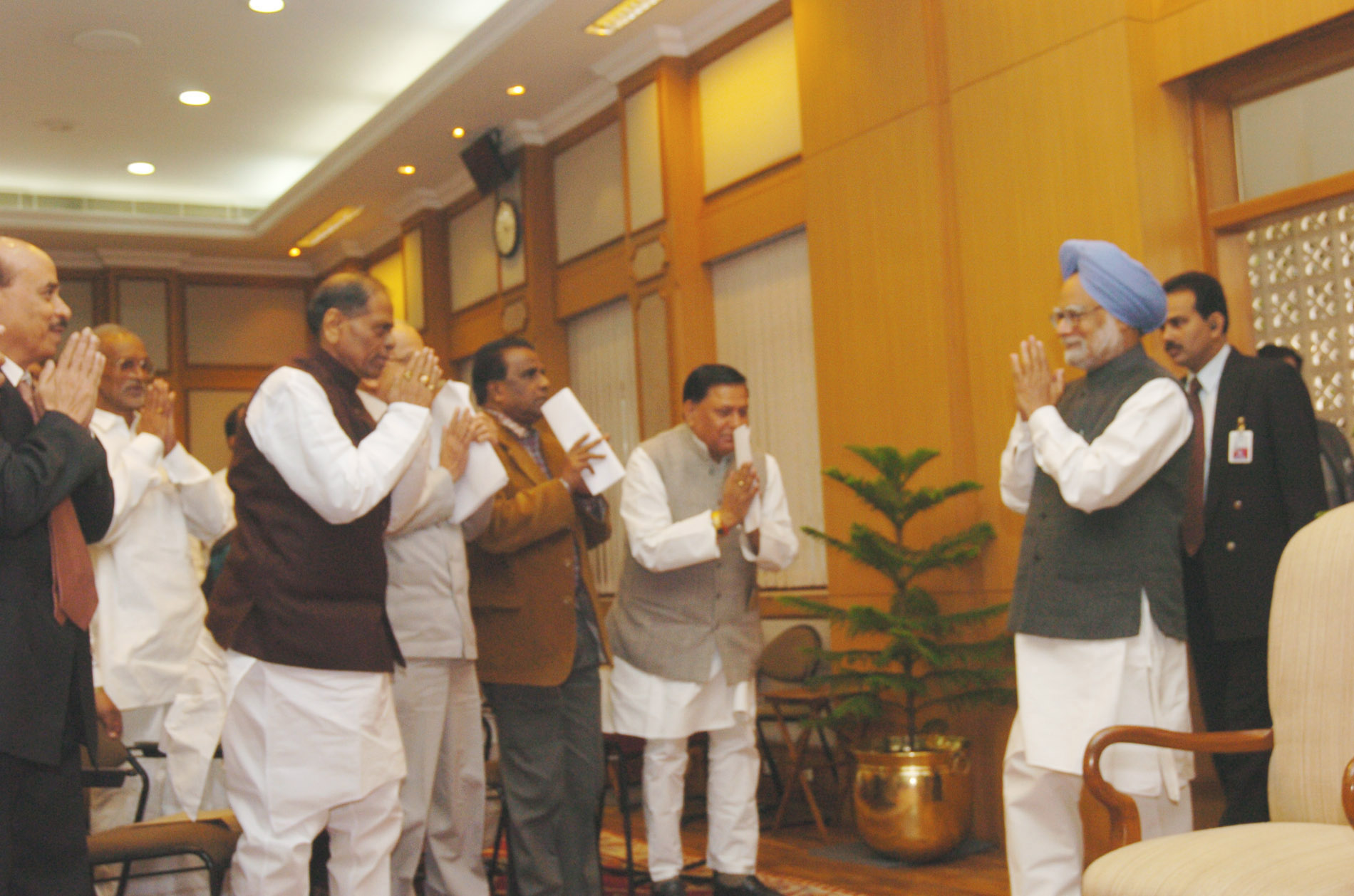
Eine Delegation der INTUC trifft sich am 24. Januar 2006 mit dem damaligen Premierminister Indiens, Dr. Manmohan Singh

Die Indian National Trade Union Congress (INTUC) (deutsch: Gewerkschaft des indischen Nationalkongress) ist eine Dachorganisation von 26 Fachgewerkschaften in Indien und eng verbunden mit dem Indischen Nationalkongress, eine der derzeit acht „nationalen Parteien“ Indiens. Sie ist Mitglied des Internationalen Gewerkschaftsbunds. Mit Gründung am 3. Mai 1947 ist die INTUC eine der ältesten und mit 3,33 Crore (33,3 Millionen) Mitgliedern im Jahr 2013 die größte Gewerkschaft Indiens.

## Geschichte

### Von der Gründung bis zu den 90er Jahren
Die Indian National Trade Union Congress (INTUC) wurde drei Monate vor der Unabhängigkeit Indiens vom damaligen Präsident des Indischen Nationalkongresses, J. B. Kripalani, gegründet, wobei sie Zustimmung von Mahatma Gandhi erhielten. Dies geschah in der Überlegung, dem unabhängigen Indien weitere Demokratie zuzugestehen. 1947 gab es über 200 Gewerkschaften, welche zusammen etwa 5,6 Millionen Mitglieder hatten und oftmals einen sozialistisch- bis kommunistischen Kurs verfolgten, wobei die INTUC versuchte, einen Mittelweg der reformistisch- und revolutionär Orientierten Gruppen darzustellen. In den 70er und 80er Jahren beteiligte sich die INTUC an diversen Streik, etwa dem wilden Gleisstreik 1974 und dem Textilstreik 1982 mit zusammen etwa 2 Millionen Streikenden.

### Liberalisierung bis heute
Die ökonomische Wende zu einem neoliberalen Kurs in Indien und der damit sinkenden staatlichen Intervention in den führte zu einem weiteren Anwachsen der Gewerkschaften. So verdoppelten diese von den 90er bis 00er Jahre die kombinierte Genossenschaft von 12 Millionen auf 24 Millionen und wuchsen bis 2013 auf 100 Millionen heran. Hierbei gelang es der INTUC, die der hindu-faschistischen RSS nahestehende Bharatiya Mazdoor Sangh von ihrer Mitgliederstärke zu überholen, welche 2013 mit 17,1 Millionen etwas mehr als die Hälfte der Mitglieder der INTUC besaß.

#### Rolle im Generalstreik 2020
Die INTUC war gemeinsam mit ihrer Verbundspartei Indischer Nationalkongress und der Communist Party of India (Marxist) eine der führenden Organisatorinnen des Generalstreiks in Indien 2020, bei welchem rund 25 Crore (250 Millionen) Arbeitende im Anschluss auf das 24-stündige Ruhen der Arbeit und damit dem Stilllegen von 5 Bundesstaaten nach Neu-Delhi marschierten. Ziel des Streiks, welcher zu teilen Gewaltsam von der regierenden BJP niedergeschlagen wurde, war die Forderung nach diversen Lebenssichernden Maßnahmen, etwa der Verteilung von Reis und einem Mindestlohn, der Einschränkung ein voranschreitenden Privatisierung und einer flächendeckenden Rente.

## Vorsitzende der INTUC
| #  | Name                        | Zeit des Vorsitzes            | Anmerkung                               |
| -- | --------------------------- | ----------------------------- | --------------------------------------- |
| 1  | Dr. Suresh Chandra Banerjee | Mai – Oktober 1947            | Erster Vorsitzender der INTUC           |
| 2  | Harihar Nath Shastri        | Oktober 1947 – Mai 1949       |                                         |
| 3  | Khandubhai Kasanji Desai    | Mai 1949 – Oktober 1952       | Repräsentant Indiens beim IGB 1962      |
| 4  | Michael John                | Dezember 1952 – Dezember 1953 |                                         |
| 5  | S. R. Vasavada              | Dezember 1953 – Januar 1955   |                                         |
| 6  | G. D. Ambekar               | Januar 1955 – Mai 1956        |                                         |
| 7  | S. R. Vasavada              | Mai 1956 – Januar 1958        | Erneut im Amt (Nach Amtszeit 1953–1955) |
| 8  | Gopala Ramanujam            | Januar 1958 – April 1960      |                                         |
| 9  | Michael John                | April 1960 – Juni 1962        | Erneut im Amt (Nach Amtszeit 1952–1953) |
| 10 | Dr. Mrs. Maitreyee Bose     | Juni 1962 – Mai 1963          |                                         |
| 11 | Kashinath Pandey            | Mai 1963 – Dezember 1964      |                                         |
| 12 | Dr. G. S. Melkote           | Dezember 1964 – Dezember 1965 |                                         |
| 13 | V. V. Dravid                | Dezember 1965 – Mai 1968      |                                         |
| 14 | Abid Ali Jaferbhai          | Mai 1968 – Mai 1969           |                                         |
| 15 | Gulzarilal Nanda            | Mai 1969 – Februar 1970       | 1964 und 1966 Premierminister Indiens   |
| 16 | Dr. Mrs. Maitreyee Bose     | Februar 1970 – November 1971  | Erneut im Amt (Nach Amtszeit 1962–1963) |
| 17 | Bijoy Chandra Bhagavati     | November 1971 – Oktober 1978  |                                         |
| 18 | Anant Prasad Sharma         | Oktober 1978 – November 1980  |                                         |
| 19 | N. K. Bhatt                 | November 1980 – Mai 1984      |                                         |
| 20 | Bindeshwari Dubey           | Mai 1984 – März 1985          | Chief Minister von Bihar 1985–1988      |
| 21 | Gopala Ramanujam            | März 1985 – 3. August 1985    | Erneut im Amt (Nach Amtszeit 1958–1960) |
| 22 | G. Sanjeeva Reddy           | 3. August 1985 – heute        | Vorsitzender mit der längsten Amtszeit  |